# William John Ellison
Pour les articles homonymes, voir Ellison.
William John Ellison, né en 1943 et mort le 16 mars 2022, est un mathématicien britannique, naturalisé français, spécialiste en théorie des nombres.

## Études et recherches
William John Ellison a étudié à l'université de Cambridge, avec une interruption d'un an en 1969-1970 à l'université du Michigan. Il obtient son doctorat en 1970 sous la direction de John Cassels, sur le problème de Waring et le 17e problème de Hilbert. Il travaille ensuite comme post-doctorant à l'université de Bordeaux. En 1972, il obtient le prix Leroy P. Steele ainsi que le prix Lester Randolph Ford, pour sa contribution sur le problème de Waring.

## Autres activités
Pour ses contributions à Wikipédia, Wikimedia Commons, Wikisource, William Ellison a reçu, lors de la 2e édition du « Wikicamp » à Dieppe en juillet 2022, un prix d'honneur remis à titre posthume par l'association Wikimédia France.

## Sélection de publications
- avec Michel Mendès France, Les nombres premiers, Hermann, 1975 [détail des éditions] (ISBN 2-7056-1366-8)
  - (avec Fern Ellison), Prime Numbers, Wiley, New York, 1985
- (avec Fern Ellison), chapitre « Théorie des nombres », dans Jean Dieudonné (dir.), Abrégé d'histoire des mathématiques 1700-1900 [détail des éditions]